# Embajada de Ecuador en Londres
La Embajada del Ecuador en Londres es la misión diplomática de Ecuador en el Reino Unido, encabezada por el embajador de Ecuador en el Reino Unido. Está ubicado en el barrio de Knightsbridge de Londres en un edificio de apartamentos que también alberga la Embajada de Colombia, así como varios apartamentos residenciales. Está cerca de Harrods, Hyde Park y Hans Place, concretamente en el 3 de Hans Crescent en la intersección con Basil Street, a escasa distancia de la estación de metro de Knightsbridge.
Durante casi siete años, la embajada fue el hogar del activista y periodista australiano Julian Assange, quien ingresó el 19 de junio de 2012 solicitando asilo diplomático, que fue concedido por el gobierno ecuatoriano el 16 de agosto de 2012. Un grupo de ecuatorianos residentes en Reino Unido, liderados por Luis Felipe Tilleria protestaron repetidamente en contra del otorgamiento del asilo. Se había fugado violando su situación de libertad bajo fianza tras la desestimación de su apelación por el Tribunal Supremo del Reino Unido.

## Funciones
La embajada se encarga de representar los intereses del presidente y del gobierno de Ecuador, mejorar las relaciones diplomáticas entre Ecuador y los países acreditados, promover y mejorar la imagen y la posición de Ecuador en las naciones acreditadas, promocionando la cultura ecuatoriana, alentar y facilitar el turismo hacia y desde Ecuador y garantizar la seguridad de los ecuatorianos en el extranjero.
La estructura que alberga la embajada es un edificio de ladrillo rojo con fachada de estuco blanco en Hans Crescent, en la zona de Knightsbridge de Londres. La embajada es un conjunto de habitaciones que ocupan parte de la planta baja del edificio, que es un bloque de apartamentos.
Ecuador también mantiene un consulado en 144-146 Kings Cross Road, Londres WC1X 9DU y una Oficina del Asistente Naval y representante Permanente ante la Organización Marítima Internacional en 61 Wimbledon Hill Road, Wimbledon, Londres.